# Herd du Wisconsin
Le Herd du Wisconsin (Wisconsin Herd en anglais) est une équipe américaine franchisée de la NBA Gatorade League, ligue américaine mineure de basket-ball créée et dirigée par la NBA. L'équipe, qui est affiliée avec celle des Bucks de Milwaukee, est domiciliée à Oshkosh, dans le Wisconsin. Elle joue ses matchs à domicile dans le Menominee Nation Arena.

## Historique
Le 29 juin 2016, les Bucks de Milwaukee font savoir qu'ils cherchent à acquérir une équipe d'expansion dans la Ligue de développement de la NBA.
Le 19 décembre, les autorités de la ville d'Oshkosh valide l'ancien site de la Buckstaff Furniture Company comme siège pour l'équipe, le groupe Fox Valley Pro Basketball soumettant une offre à la commission de planification de la ville le 11 janvier. Le 19 janvier, le Conseil de la ville d'Oshkosh l'approuve, à condition que les Bucks choisissent Oshkosh comme leur domicile.
Le 7 février 2017, le Milwaukee Business Journal rapporte que les Bucks ont choisi la candidature d'Oshkosh, la franchise ayant fait l'annonce officielle le 8 février.
Le 8 juin, le nom de « Herd du Wisconsin » est annoncé et le logo est dévoilé le 22 juin.

### Logos

Logo du Herd du Wisconsin (2017-présent)

## Résultats sportifs

### Palmarès
| NBA Gatorade League             |
| - NBA Gatorade League : - Néant |

### Saison par saison
| Herd du Wisconsin         |                           |                           |    |    |      |           |           |
| 2017-2018                 | Central                   | 5e                        | 21 | 29 | .420 |           |           |
| 2018-2019                 | Central                   | 5e                        | 12 | 38 | .240 |           |           |
| Bilan en saison régulière | Bilan en saison régulière | Bilan en saison régulière | 33 | 67 | .330 | 2017-2019 | 2017-2019 |
| Bilan en Playoffs         | Bilan en Playoffs         | Bilan en Playoffs         | 0  | 0  | .000 | 2017-2019 | 2017-2019 |

## Personnalités et joueurs du club

### Entraîneurs successifs
Le tableau suivant présente la liste des entraîneurs du club depuis 2017.
| # | Entraîneur   | Période | Saison régulière | Saison régulière | Saison régulière | Saison régulière | Playoffs | Playoffs | Playoffs | Playoffs | Récompenses |
| # | Entraîneur   | Période | M                | V                | D                | %                | M        | V        | D        | %        | Récompenses |
| - | ------------ | ------- | ---------------- | ---------------- | ---------------- | ---------------- | -------- | -------- | -------- | -------- | ----------- |
| 1 | Jordan Brady | 2017-   | 100              | 33               | 67               | .330             | -        | -        | -        | -        |             |

### Joueurs emblématiques
- Ricky Ledo
- Chris McCullough
- Xavier Munford
- Gracin Bakumanya